# 440-й отдельный гвардейский вертолётный полк
440-й отдельный гвардейский вертолётный полк (сокр. 440 овп, в/ч 41687) — тактическое формирование Армейской авиации Российской Федерации.
Формирование находится в составе 6-й армии ВВС и ПВО с пунктом постоянной дислокации на аэродроме Двоевка возле города Вязьма.

## История
440-й отдельный вертолётный полк создан 1 марта 1987 года на базе отдельных вертолётных эскадрилий танковых дивизий 3-й общевойсковой армии ЗГВ. Базировался на немецком аэродроме Штендаль и находился в составе 3-й общевойсковой армии.
7 октября 1991 года выведен из Штендаля в Закавказский военный округ в состав 4-й общевойсковой армии. затем 14 июля 1992 года передислоцирован в Московский военный округ на аэродром Двоевка под Вязьмой.
В ходе реформы Вооружённых сил России 440-й отдельный вертолётный полк в 2009 году переформирован в 378-ю авиационную базу армейской авиации 1-го командования ВВС и ПВО. В декабре 2017 года авиабазу переформировали обратно в 440-й отдельный вертолётный полк в составе 6-й армии ВВС и ПВО.
29 мая 2024 года полку Указом президента Российской Федерации присвоено почётное наименование «гвардейский» за массовый героизм и отвагу, стойкость и мужество проявленные личным составом полка в боевых действиях по защите Отечества и государственных интересов в условиях вооружённых конфликтов.